# Alice már nem lakik itt
Az Alice már nem lakik itt (eredeti cím: Alice Doesn't Live Here Anymore) 1974-ben bemutatott amerikai romantikus filmdráma Martin Scorsese rendezésében. A főbb szerepben Ellen Burstyn és Kris Kristofferson látható.
Világpremierje az 1974-es cannes-i filmfesztiváln volt, ahol Arany Pálmára jelölték. Az amerikai mozikban 1973. december 9-én mutatták be. Elnyerte a legjobb filmnek járó BAFTA-díjat. A filmet három Oscar-díjra jelölték, amelyből Ellen Burstyn vehette át a legjobb női főszereplőnek járó trófeát.

## Cselekmény
Alice nagy elhatározásra jut, miután férjét elveszti egy autóbalesetben. Fiával, Tommyval eladják, ami értékesíthető, és Kaliforniába költöznének, ahol Alice régen dédelgetett álmát próbálná megvalósítani: énekesnő szeretne lenni.
A pénzügyi helyzetük miatt azonban albérletbe kényszerülnek Arizonában, itt Alice egy lepukkant bárban lesz énekesnő. A bárban megismerkedik Bennel, aki elcsábítja a nőt, a viszonyuknak azonban Ben felesége, Rita vet véget. Ben ajtóstól rátör Alice-ékre, először Ritát majd Alice-t fenyegetve, és kitöltve a dühét az apartmanon. Alice tartva attól, hogy nincsenek biztonságban, ezért elköltözik Tommyval.
Alice kénytelen pincérnőnek állni Tucsonban, mikor a maradék pénzüket is ruhákra költi. Az étteremben új barátokra lel a szókimondó Florence és a csendes Vera személyében, valamint megismeri Davidet is. A férfi helyi farmtulajdonos, és hamar felismeri a helyzetet, hogy csak úgy tud Alice-hez közel kerülni, ha Tommyn keresztül próbálkozik. Alice a bonyolult házassága és a rosszul végződött szerelmi viszonya miatt nem adja magát könnyen, de végül belátja, David nagyon jó hatással van Tommyra.
Alice és David egymásba szeretnek, amire csak később vetül árnyék Tommy miatt. Alice-nek nem tetszik, ahogy David fegyelmezni próbálja a fiát, és összeveszik Daviddel. A pár később kibékül, és David felajánlja, eladja a farmját, így Kaliforniába költözhetnek, ahol Alice beteljesítheti régi álmát. Alice végül úgy dönt, Tucsonban marad, hiszen énekesnőnek nem kell feltétlenül Kaliforniába menni.

## Szereplők
| Szerep                    | Színész            | Magyar hang          |
| ------------------------- | ------------------ | -------------------- |
| Alice Hyatt               | Ellen Burstyn      | Udvaros Dorottya     |
| Tommy Hyatt               | Alfred Lutter      | Előd Botond          |
| David                     | Kris Kristofferson | Szabó Sipos Barnabás |
| Ben Eberhardt             | Harvey Keitel      | Józsa Imre           |
| Rita Eberhardt            | Lane Bradbury      |                      |
| Florence Jean Castleberry | Diane Ladd         | Borbás Gabi          |
| Vera                      | Valerie Curtin     |                      |
| Bea                       | Lelia Goldoni      |                      |
| Mel Sharples              | Vic Tayback        | Dózsa László         |
| Audrey                    | Jodie Foster       | Dögei Éva            |
| Donald Hyatt              | Billy Bush         |                      |
| bárpultos                 | Harry Northup      |                      |
| vásárló (cameo)           | Martin Scorsese    |                      |
| jégkrémet evő kislány     | Laura Dern         |                      |

## Fontosabb díjak és jelölések
| Díj                | Kategória                                            | Eredmény |
| ------------------ | ---------------------------------------------------- | -------- |
| BAFTA-díj          | Legjobb film                                         | Elnyerte |
| BAFTA-díj          | Legjobb női főszereplő                               | Elnyerte |
| BAFTA-díj          | Legjobb női mellékszereplő (Lelia Goldoni)           | Jelölve  |
| BAFTA-díj          | Legjobb női mellékszereplő (Diane Ladd)              | Elnyerte |
| BAFTA-díj          | Legígéretesebb elsőfilmes főszereplő (Alfred Lutter) | Jelölve  |
| BAFTA-díj          | Legjobb rendező                                      | Jelölve  |
| BAFTA-díj          | Legjobb forgatókönyv                                 | Elnyerte |
| Cannes-i fesztivál | Arany Pálma                                          | Jelölve  |
| Golden Globe-díj   | Legjobb női főszereplő                               | Jelölve  |
| Golden Globe-díj   | Legjobb női mellékszereplő (Diane Ladd)              | Jelölve  |
| Oscar-díj          | Legjobb női főszereplő                               | Elnyerte |
| Oscar-díj          | Legjobb női mellékszereplő (Diane Ladd)              | Jelölve  |
| Oscar-díj          | Legjobb eredeti forgatókönyv                         | Jelölve  |